# Michael Arndt
Michael Arndt là một nhà biên kịch người Mỹ.
Tốt nghiệp Đại học New York, Arndt được biết đến với kịch bản phim đầu tay cho Little Miss Sunshine, bộ phim đã giúp anh đạt được nhiều giải thưởng trong đó có Giải Oscar cho kịch bản gốc xuất sắc nhất. Arndt cũng được biết đến với kịch bản phim thứ hai của anh, Câu chuyện đồ chơi 3, anh cũng nhận được nhiều giải thưởng và đề cử cho phần công việc này, bao gồm một đề cử Giải Oscar cho kịch bản chuyển thể xuất sắc nhất. Đề cử này giúp Arndt trở thành nhà biên kịch đầu tiên được đề cử cả hai giải Oscar cho Kịch bản gốc xuất sắc nhất và Kịch bản chuyển thể xuất sắc nhất cho hai kịch bản phim đầu tay.

## Tiểu sử
Arndt được sinh ra tại McLean, Virginia. Cha của Arndt là thành viên của Bộ Ngoại giao Hoa Kỳ, và chính vì vậy nên anh đã sống ở rất nhiều quốc gia khác nhau, trong đó có Sri Lanka và Ấn Độ; anh cũng đã từng sinh sống tại Virginia trong một thời gian. Arndt tốt nghiệp Trường Trung học Langley tại McLean, và ngoài ra cũng học tại Trường Potomac. Anh tốt nghiệp Tisch School of the Arts tại Đại học New York. Arndt từng là một người đọc kịch bản, và cũng từng là trợ lý cá nhân cho diễn viên Matthew Broderick cho đến cuối năm 1999, khi anh lựa chọn công việc viết kịch bản toàn thời gian. Anh trai sinh đôi của anh, David, là một giáo sư tại trường cao đẳng St. Mary's College of California.

## Sự nghiệp biên kịch
Arndt viết bản nháp đầu tiên cho Little Miss Sunshine trong vòng ba ngày từ 23–26 tháng 5 năm 2000. Sau khi Endeavor Talent Agency đọc bản thảo vào tháng 7 năm 2001, nhà sản xuất Albert Berger và Ron Yerxa sau đó đã đưa bản thảo này cho đạo diễn video âm nhạc và phim quảng cáo Jonathan Dayton và Valerie Faris, những người sau đó đã nhanh chóng bị thu hút bởi dự án. Dayton và Faris sau đó được ký hợp đồng bởi nhà sản xuất Marc Turtletaub, người đã mua bản thảo của Arndt với giá 250,000 USD vào ngày 21 tháng 12 năm 2001. Sau khi được công chiếu vào ngày 18 tháng 8 năm 2006, Little Miss Sunshine đã thu về rất nhiều giải thưởng. Arndt thắng Kịch bản gốc xuất sắc nhất cho bộ phim này, ngoài ra anh còn nhận được giải thưởng từ Viện Hàn lâm Khoa học và Nghệ thuật Điện ảnh, và Viện Hàn lâm Nghệ thuật Điện ảnh và Truyền hình Anh quốc.
Arndt bắt đầu cộng tác với Lee Unkrich và nhiều nhân viên khác từ Pixar cho phần kịch bản của Câu chuyện đồ chơi 3 vào năm 2006. Anh được đề cử cho Kịch bản chuyển thể xuất sắc nhất cho công việc này, và trở thành nhà biên kịch đầu tiên được đề cử cả hai giải Oscar cho Kịch bản gốc xuất sắc nhất và Kịch bản chuyển thể xuất sắc nhất với hai kịch bản phim đầu tay.
Arndt viết kịch bản cho phần nối tiếp của The Hunger Games, bộ phim The Hunger Games: Bắt lửa, chuyển thể từ cuốn sách bán chạy cùng tên của nữ nhà văn Suzanne Collins.

## Danh sách phim
| Năm  | Tên                           | Vai trò                          | Ghi chú |
| ---- | ----------------------------- | -------------------------------- | --- |
| 2006 | Little Miss Sunshine          | Biên kịch                        | Giải Oscar cho kịch bản gốc xuất sắc nhất Giải BAFTA cho kịch bản gốc xuất sắc nhất Giải BFCA cho người viết kịch bản hay nhất Giải của Hiệp hội phê bình phim Dallas-Fort Worth cho kịch bản xuất sắc nhất Giải Tinh thần độc lập cho kịch bản đầu tay hay nhất Giải KCFCC cho kịch bản gốc hay nhất Giải PFCS cho kịch bản gốc hay nhất Giải SEFCA cho kịch bản gốc hay nhất Giải của Hiệp hội phê bình phim vùng Washington D.C. cho kịch bản gốc xuất sắc nhất Giải của Hiệp hội nhà văn Mỹ cho kịch bản gốc xuất sắc nhất Giải thưởng Hiệp hội phê bình phim Los Angeles cho thế hệ mới Liên hoan phim quốc tế Palm Springs cho giải người tiên phong Đề cử–Giải của Hiệp hội phê bình phim Chicago cho kịch bản gốc hay nhất Đề cử–Giải của Hội phê bình phim online cho kịch bản gốc hay nhất Đề cử–Giải của Hiệp hội phê bình phim London cho nhà biên kịch của năm |
| 2010 | Câu chuyện đồ chơi 3          | Biên kịch                        | Đề cử–Giải Oscar cho kịch bản chuyển thể xuất sắc nhất Đề cử–Giải Annie cho sáng tác trong sản xuất điện ảnh Đề cử–Giải BAFTA cho kịch bản chuyển thể xuất sắc nhất Đề cử–Giải BFCA cho người viết kịch bản hay nhất Đề cử–Giải của Hiệp hội phê bình phim Chicago cho kịch bản chuyển thể hay nhất Đề cử–Giải Hugo cho trình diễn chính kịch xuất sắc nhất Đề cử–Giải SDFCS cho kịch bản gốc hay nhất Đề cử–Giải Vệ tinh cho kịch bản gốc xuất sắc nhất Đề cử–Giải Sao Thổ cho kịch bản hay nhất Đề cử–Giải của Hiệp hội phê bình phim vùng Washington D.C. cho kịch bản chuyển thể xuất sắc nhất Đề cử–Giải Bradbury |
| 2012 | Công chúa tóc xù              | Biên kịch bổ sung                | |
| 2013 | Bí mật Trái Đất diệt vong     | Biên kịch                        | Bút danh Michael DeBruyn |
| 2013 | The Hunger Games: Bắt lửa     | Biên kịch                        | Bút danh Michael DeBruyn Đề cử–Giải Bradbury Đề cử–Giải Hugo cho trình bày chính kịch xuất sắc nhất |
| 2015 | Những mảnh ghép cảm xúc       | Biên kịch bổ sung                | |
| 2015 | A Walk in the Woods           | Biên kịch                        | Bút danh Rick Kerb |
| 2015 | Star Wars: Thần lực thức tỉnh | Biên kịch                        | Giải Sao Thổ cho kịch bản xuất sắc nhất Đề cử–Giải Bradbury Đề cử–Giải Hugo cho trình diễn chính kịch xuất sắc nhất |
| 2019 | Omniverse                     | Viết cốt truyện với Chris Terrio | |